# Oriente Musik
Oriente Musik ist ein deutsches Plattenlabel aus Berlin mit dem Schwerpunkt Weltmusik.
Es wurde 1994 von Brigitte Backes, Reiner Jordan und Till Schumann gegründet. Es werden Künstler aus aller Welt und unterschiedlicher Musikrichtungen veröffentlicht, darunter Europa, Lateinamerika, Orient mit Tango, Klezmer. Für das Label sind nach eigenen Angaben „marktstrategische Überlegungen“ nachrangig. So finden sich im Programm sowohl aktuelle Produktionen als auch Neuveröffentlichungen älterer Aufnahmen, die dadurch wieder zugänglich gemacht wurden.

## Musiker und Künstler (Auswahl)
- Daniel Kahn & The Painted Bird
- Čači Vorba
- Kroke
- Edyta Geppert
- Sanda Weigl
- Di Naye Kapelye
- Pjotr Konstantinowitsch Leschtschenko: Vier CDs mit restaurierten Aufnahmen aus den 1930ern
- Maria Tănase: Drei CDs mit restaurierten Aufnahmen aus den 1930ern und 1950ern
- Karsten Troyke
- Tine Kindermann